# Anarta clara
Anarta clara är en fjärilsart som beskrevs av Edward Alfred Cockayne 1952. Anarta clara ingår i släktet Anarta och familjen nattflyn. Inga underarter finns listade i Catalogue of Life.